# Generis (Schriftart)
Generis ist der Name einer Schriftsippe von Erik Faulhaber. Sie wurde im November 2006 bei Linotype veröffentlicht.

Schriftmuster der Generis

Die Generis besteht aus vier Schriftfamilien mit insgesamt 42 Schriftschnitten. Die Schriftfamilien sind im Einzelnen:
- Generis Sans, ohne Serifen (eine Grotesk-Variante)
- Generis Serif, mit feinen, gekehlten Serifen (eine Antiqua-Variante)
- Generis Simple, ohne Serifen, ohne Sporne (eine Grotesk-Variante)
- Generis Slab, mit kräftigen, geraden Serifen (eine Egyptienne-Variante)

Die Generis hat maximal die sechs Strichstärken Thin, Light, Regular, Medium, Bold und Heavy, echte Kursive, Kapitälchen und Mediävalziffern.
Die Idee zur Generis kam Erik Faulhaber während einer USA-Reise. Die Werbebotschaften in einem Geschäftsbezirk inspirierten ihn dazu, eine neue Systemschrift zu gestalten. Die ersten Entwürfe entstanden 1997.
Die Generis ist eine Schriftsippe, die sich aus vier Schriftfamilien mit einheitlichem Skelett und unterschiedlichen Formmerkmalen zusammensetzt. Die klassische Einteilung für Schriftsippen besteht aus Grotesk, Antiqua und Egyptienne. Die Generis hat darüber hinaus als erste ihrer Art eine zweite, vereinfachte Grotesk, die Generis Simple.
Bei der Entwicklung standen für Faulhaber Harmonie, Rhythmus, Lesbarkeit und formale Begrenzung im Vordergrund. Durch die Kombination aus ästhetischen, technischen und ökonomischen Vorteilen, schuf er mit der Generis eine Schrift mit höchster Leistungsfähigkeit.
Die Generis gestattet es dem Benutzer durch Kombination der vier Schriftfamilien (z. B. Generis Serif mit Generis Sans), vielfältige Dokumente mit optischem Zusammenhang zu gestalten. Weitere Merkmale der Generis sind ihre klare und schmale Grundform (das ermöglicht hohe Lesbarkeit und viel Text auf wenig Raum), und ihre Systematik innerhalb der mathematischen Zeichen (das erlaubt korrekten tabellarischen Schriftsatz in Verbindung mit Ziffern).